# Amelia Windsor
Lady Amelia Sophia Theodora Mary Margaret Windsor (* 24. srpna 1995, Cambridge) je britská modelka a příbuzná britské královské rodiny. K říjnu 2024 byla 43. v linii následnictví britského trůnu. Je vnučkou prince Edwarda, vévody z Kentu, takže je pra-pravnučkou Jiřího V. a královny Marie; je dcerou bratrance z druhého kolene Karla III. Britského.

## Mládí a rodina
Amelia Sophia Theodora Mary Margaret Windsor se narodila 24. srpna 1995 v nemocnici Rosie v Cambridge. Byla pokřtěna v prosinci 1995 v Královské kapli v St James's Palace. Je nejmladším dítětem George Windsora, hraběte ze St Andrews a Sylvany Tomaselli. Její dědeček z otcovy strany, princ Edward, vévoda z Kentu, je bratrancem Alžběty II. a její otec je bratrancem z druhého kolene Karla III. Její prarodiče z otcovy strany byli princ Jiří, vévoda z Kentu, a princezna Marina Řecká a Dánská, vnučka Jiřího I. Řeckého a sestřenice prince Philipa, vévody z Edinburghu. Její praprarodiče z otcovy strany byli Jiří V. a Marie z Tecku. Její babička z otcovy strany, Katharine, vévodkyně z Kentu, je dcerou sira Williama Worsleye, 4. baroneta. Amelia z matčiny strany pochází z rakouské rodiny Tomaselliů. Lady Amelia je mladší sestra Edwarda Windsora, lorda Downpatricka a lady Mariny Windsorové. Je sestřenicí z třetího kolene Williama, prince z Walesu a prince Harryho, vévody ze Sussexu. V roce 2013 byla společnosti představena na le Bal des débutantes (Debutantský bál).

## Kariéra
Lady Amelia podepsala smlouvu se Storm Model Management. V roce 2016 byla na obálce časopisu Tatler. V únoru 2017 se prošla po přehlídkovém molu pro značku Dolce & Gabbana na milánském týdnu módy. Také se prošla v jarní kolekci Dolce & Gabbana 2019. V srpnu 2017 se objevila na obálce japonského Vogue. V roce 2018 spolupracovala s Penelope Chilvers na řadě bot a modelovala pro tuto řadu ve video kampani ve Španělsku. Dvacet procent výtěžku z její sbírky bot bylo věnováno War Child, charitě, která pomáhá dětem v oblastech s konflikty.
Lady Amelia pracuje pro Chanel, Azzedine Alaïa a byla na stáži v BVLGARI. Je přispívající módní redaktorkou na Tatler.com. V říjnu 2018 se stala mluvčí britské značky make-upu Illamasqua.
V roce 2020 začala přispívat do nové ekologické platformy nazvané Talia Collective, kde píše o ekologickém cestování a životním stylu.

## Nástupnická práva
Otec lady Amelie, hrabě ze St Andrews, ztratil svá nástupnická práva na britský trůn podle zákona o nástupnictví z roku 1701 v důsledku sňatku s katoličkou. Ačkoli její babička, vévodkyně z Kentu, v roce 1994 konvertovala ke katolicismu, neodstranilo to jejího dědečka, prince Edwarda, z nástupnické linie, protože vévodkyně byla v době jejich svatby v roce 1961 anglikánka a zákon o nástupnictví z roku 1701 nebral v úvahu osobu provdanou za někoho v linii nástupnictví konvertující ke katolicismu. Její strýc, lord Nicholas Windsor, konvertoval ke katolicismu v roce 2001, což ho odstranilo z nástupnické linie. V roce 2013 byl přijat zákon o nástupnictví koruny, který otci lady Amelie opět udělil nástupnická práva. Dva starší sourozenci lady Amelie byli potvrzeni v katolické víře, a proto ztratili svá nástupnická práva. Je proto jediná ze svých sourozenců, která si udržela místo v nástupnické linii.

## Osobní život
Po absolvování školy Panny Marie v Ascotu strávila rok v Indii a Thajsku a poté vystudovala francouzštinu a italštinu na Edinburské univerzitě.
V roce 2017 byla jmenována na mezinárodním seznamu nejlépe oblékaných Vanity Fair.
V lednu 2021 se stala patronkou projektu Cross River Gorilla Project, iniciativy, která pomáhá zachránit kriticky ohrožené gorily Cross River před vyhynutím.
Lady Amelia žije v bytě v Notting Hill v západním Londýně.